# Латориця (поїзд)
«Лáтóриця» (угор. Latorca) — денний швидкісний поїзд Угорських державних залізниць № 34/33 сполученням Будапешт — Мукачево. Протяжність маршруту складає 383 км. 
Власник — Угорські державні залізниці. Експлуатанти — Угорські державні залізниці та Укрзалізниця.

## Історія
Міністерство інфраструктури України запропонувало про створення зручного залізничного сполучення між Львовом та Будапештом через Мукачево. Таку ідею озвучив заступник міністра Віктор Довгань в Ужгороді 9 жовтня 2017 року на обговоренні Національної транспортної стратегії 2030. Зокрема, передбачалася реконструкція залізниці з європейською колією (1435 мм) Мукачево — Будапешт, а також реконструкція вокзалу в Мукачево. За оцінкою на ремонт окремих дільниць та відновлення інших було передбачено близько 5 млн євро. Фінансувати цей проєкт було запропоновано «Укрзалізницею».
У травні 2018 року керівництво АТ «Укрзалізниця» домовилось з представниками ЗАТ «Угорські державні залізниці» про відкриття залізничного сполучення Будапешт — Мукачево, який передбачав рух пасажирських поїздів євроколією шириною 1435 мм без заміни колісних пар. У червні 2018 року колишній очільник «Укрзалізниці» Євген Кравцов повідомив, що старт нового поїзда запланований наприкінці літа. Оскільки наявна розвинута мережа залізничного сполучення з усіма регіонами України, і створення мережі поїздів до Європейського Союзу дозволить створити потужний хаб для таких перевезень. Термін запуску поїзда було поки відтерміновано.
14 листопада 2018 року, у тестовому режимі прибув перший поїзд категорії «Інтерсіті» угорської компанії (угор. «MAV-START nemzetkozi utazasok») за маршрутом Будапешт — Мукачево.
З 9 грудня 2018 року розпочався регулярний рух поїзда, який отримав назву — Інтерсіті «Латориця» з присвоєнням № 33/34 Мукачево — Будапешт — Мукачево. Названий на честь річки Латориця, яка протікає територіями Закарпаття та Словаччини. Рейси виконуються рухомим складом Угорських державних залізниць «MAV-START nemzetkozi utazasok», оскільки «Укрзалізниця» не експлуатує поїзди для європейської колії (1435 мм). Зі свого боку «Укрзалізницею» збудовано окрему посадкову платформу для вузькоколійного поїзда за 500 м від будівлі залізничного вокзалу станції Мукачево (саме в цьому місці закінчується європейська колія стандарту 1435 мм), відремонтовано колію, засоби сигналізації та зв'язку.
Поїзд долає відстань майже 400 км за близько 7 годин. З переваг — не витрачається час на технічні операції для курсування на вузькій колії. Це суттєво економить час. Заявлена вартість квитків від 23 €.
З 13 березня 2020 року поїзд було скасовано через пандемію COVID-19, щоправда він курсував з 1 червня по 1 листопада 2021 року по скороченому маршруту Загонь — Чоп.
З 2 листопада 2021 року поїзд було відновлено за повним маршрутом

## Інформація про курсування
Поїзд курсує цілий рік, щоденно.
| Розклад руху поїзда «Латориця» з 09.12.2018 | Розклад руху поїзда «Латориця» з 09.12.2018 | Розклад руху поїзда «Латориця» з 09.12.2018 | Розклад руху поїзда «Латориця» з 09.12.2018 | Розклад руху поїзда «Латориця» з 09.12.2018 |
| Час прибуття                                | Час відправлення                            | Станція                                     | Час прибуття                                | Час відправлення                            |
| ------------------------------------------- | ------------------------------------------- | ------------------------------------------- | ------------------------------------------- | ------------------------------------------- |
| —                                           | 07:23                                       | Будапешт                                    | 18:37                                       | —                                           |
| 15:20                                       | —                                           | Мукачево                                    | —                                           | 12:30                                       |

Прибуття та відправлення до Будапешта вказано за центральноєвропейським часом, до Мукачево — за східноєвропейським часом.
Прикордонний контроль здійснюється між станціями Чоп та Загонь.
Квитки на поїзд є можливість придбати в міжнародних касах Укрзалізниці, проте, зважаючи на важливість даного проєкту, варто очікувати квитки на цей поїзд в системі онлайн-бронювання .